# Isabella Rossellini
Isabella Fiorella Elettra Giovanna Rossellini, coneguda amb el nom d'Isabella Rossellini (Roma, 18 de juny de 1952) és una actriu, model, i escriptora italiana, que compta també amb la nacionalitat estatunidenca.

## Biografia
És la filla del realitzador Roberto Rossellini i de l'actriu Ingrid Bergman. També és la germanastra de Pia Lindström, germana bessona d'Isotta Ingrid Rossellini, germana petita de Roberto Ingmar Rossellini, germanastra de Gil Rossellini, neboda de Renzo Rossellini, cosina del cineasta Franco Rossellini, mare biològica d'Elettra Rossellini (Elettra Ingrid Wiedeman) i mare adoptiva de Roberto Rossellini.
Va estar casada amb el cineasta Martin Scorsese del 1979 al 1982, i més tard amb el model i cineasta Jon Wiedeman. És exparella del cineasta David Lynch, de l'actor i cineasta Gary Oldman i del productor teatral Gregory Mosher.
Debuta al cinema en les pel·lícules del seu pare. Comença a continuació una carrera de periodista a la televisió italiana, al mateix temps que accepta petits papers per cineastes com Vincente Minnelli i els germans Taviani. Va ser arran d'aquesta nova faceta quan Lancôme (del grup L'Oréal Cosmair) la va triar com a model exclusiva des del 1982 fins al 1996. Segons les paraules d'Isabella Rossellini: "Va ser la forma més fàcil de convertir-se en multimilionària després de guanyar la loteria."
A poc a poc, s'imposa al cinema com a actriu acceptant papers situats als antípodes del glamur del món dels cosmètics: Blue Velvet i Sailor i Lula, de David Lynch; Els homes durs no ballen, de Norman Mailer. Va ser notòria la no renovació del seu contracte com a model, ja que es va adduir el fet que Isabella Rossellini hagués sobrepassat l'edat límit en què una model podia representar Lancôme. Tot això va passar en una època en què la dona madura en el món de la imatge i la societat s'estava revaloritzant com mai.
La primera intenció de la marca de prescindir d'Isabella Rossellini fou just després de l'èxit de taquilla l'estiu de 1992 de Death Becomes Her, de Robert Zemeckis. És un film satíric dins de la comèdia negra, en el qual l'actriu interpretava una bruixa que proporcionava la joventut eterna a través d'una poció a canvi d'un alt preu. El mateix any, va participar en el polèmic vídeo de Madonna, Erotica (clip amb alt contingut sexual), cosa que li va costar gairebé perdre el contracte amb Lancôme.

## Filmografia principal
Entre les seves pel·lícules hi consten 
- Nina, una qüestió de temps (1976)
- Vellut blau (1986)
- Els homes durs no ballen (Tough Guys Don't Dance) (1987)
- Un punt d'infidelitat (Cousins) (1989)
- Cor salvatge (1990)
- Death Becomes Her (1992)
- L'innocent (The Innocent)' (1993)
- Fearless (1993)
- Wyatt Earp (1994)
- Amor immortal (Immortal Beloved) (1994)
- The Gift (1994)
- Big Night (1996)
- The Funeral (1996)
- Left Luggage (1998)
- The Impostors (1998)
- The Tulse Luper Suitcases (2003 i 2004)
- Heights (2004)
- Història d'un crim (2006)
- The Accidental Husband (2008)
- Dos amants (2008)
- La solitud dels nombres primers (2010)
- Poulet aux prunes (2011)
- Enemy (2013)
- Joy (2015).

## Modelatge
A l'edat dels 28 anys començà la seva carrera com a model, ja que va ser fotografiada per Bruce Weber per a la Vogue anglesa i per Bill King per a la Vogue americana. Durant la seva carrera, també ha treballat amb altres fotògrafs de renom, entre ells Richard Avedon, Steven Meisel, Helmut Newton, Peter Lidnbergh, Norman Parkinson, Eve Arnold, Fransesco Scavullo, Annie Leivbovitz, Denis Piel i Robert Mapplethorpe. La seva imatge ha aparegut a revistes com Marie Claire, Harper's Bazaar, Vanity Fair i Elle. El març de 1988 es va fer una exposició dedicada a les seves fotografies, anomenada Portrait of a Woman, al museu d'Art Modern de París.
La carrera de model de Rossellini la va portar al món de la cosmètica, quan es va convertir en la portaveu exclusiva de la marca francesa de cosmètics Lancôme el 1982, substituint Nancy Dutiel als Estats Units i Carol Alt a Europa. A Lancôme, l'any 1990, va participar en el desenvolupament de productes per a la fragància Trésor. L'any 1996, quan tenia 43 anys, la van retirar de la cara de Lancôme per ser "massa gran". L'any 2016, als 63 anys, la nova directora general de Lancôme, Francoise Lehmann, la va tornar a contractar com a ambaixadora global de la marca de l'empresa.
L'octubre de 1992, Rossellini va modelar per al polèmic llibre Sex de Madonna. Rossellini també va aparèixer al vídeo musical de Madonna per a la seva exitosa cançó d'èxit "Erotica", publicada a la tardor de 1992.
Rossellini va ser l'ambaixadora inaugural de la marca de la companyia italiana Silversea Cruises l'any 2004, va aparèixer als anuncis impresos i al lloc web. Barbara Muckermann, vicepresidenta sènior de màrqueting i comunicacions mundials el 2004, va dir en el moment de l'anunci: "Isabella és la personificació ideal de l'exclusiu estàndard d'elegància, glamour i sofisticació de Silversea."

## Autora
Rossellini ha escrit tres llibres, les seves memòries de ficció autodescrites, Some of Me (1997), Looking at Me (2002) i In the name of the Father, the Daughter and the Holy Spirits: Remembering Roberto Rossellini (2006). Aquest últim libre es va publicar com a homenatge escrit al costat del curtmetratge, My Dad Is 100 Years Old, i va utilitzar el guió del curtmetratge com a base.
Per acompanyar la tercera sèrie de Green Porno, Rossellini va produir una col·lecció multimèdia que conté un llibre i un DVD, que donen informació addicional per a la tercera temporada de la sèrie. Aquests es van estrenar el 2008. Es va publicar més material entre bastidors filmat pel seu nebot, Tommaso.

## Activisme
Rossellini participa en els esforços de conservació. És presidenta i directora de la Fundació Howard Gilman —una institució líder centrada en la preservació de la vida salvatge, les arts, la fotografia i la dansa— i ha estat membre de la junta de la Wildlife Conservation Network. Va rebre 100.000 dòlars EUA de Disney per ajudar amb els seus esforços de conservació en aquestes dues organitzacions. També ha ajudat amb la Central Park Conservancy, i és una benefactora important de la Bellport-Brookhaven Historical Society a Bellport, Long Island, on és resident a temps parcial.
Rossellini participa en l'entrenament de gossos guia per a cecs.Ella és una antiga patrona de la George Eastman House i un premi George Eastman de 1997 pel seu suport a la preservació de les pel·lícules. També és ambaixadora nacional del Fons dels EUA per a UNICEF.